# Црвенолица мишјакиња
Црвенолица мишјакиња (лат. Urocolius indicus) врста је мишјакиње из рода Urocolius. Одомаћена је у јужној Африци од Заира, Замбије и Танзаније јужно до провинције Кејп. Станишта су јој саване с густим растињем, финбосом, као и друга отворена шумовита подручја, вртови и воћњаци.

## Опис
Дуга је око 34 центиметра, с репом који просечно обухвата пола величине птице. Кукмаста глава и прса су бледо-циметасте боје, с црвеним кљуном и простором око очију, такозваном „маском“. Остатак горњих делова и репа је плавкасто-сив. Трбух је белкаст. Нема баш израженог полног диморфизма, полови су доста слични, али младим птицама недостаје кукма и имају зелену „маску“.

## Исхрана и размножавање
Црвенолица мишјакиња је фругиворна, што подразумева прехрану која обухвата плодове, бобице, лишће, семе и нектар. Њен лет је обично јако брз, јак и директан од једног до другог прехрамбеног подручја.
Јако је друштвена птица, чак и изван сезоне парења, када се птице хране заједно у малим групицама, које обично садрже око пола туцета јединки, али некад и 15 или више њих. Сезона парења обично се догађа између јуна и фебруара. Гнездо је велико и неуредно, у облику шољице. Састоји се углавном од биљног материјала помешаног с овчијом вуном. У гнезду се налази 2-6 јаја која инкубирају око две седмице.